# محمد الحساوي
محمد جعفر الحساوي، حارس مرمى سعودي، يلعب في النادي الفيصلي.

## مسيرة اللاعب
لعب في نادي هجر ونادي الاتفاق في الفئات السنية و بعدها لعب مع نادي أحد ونادي نجران ونادي الطائي ونادي النهضة ونادي أبها والنادي الفيصلي.